# Parafia św. Alojzego Orione w Warszawie
Parafia św. Alojzego Orione w Warszawie  – parafia rzymskokatolicka należąca do dekanatu ochockiego, archidiecezji warszawskiej, metropolii warszawskiej Kościoła katolickiego.

## Historia parafii
Budowę neogotyckiej kaplicy Dzieciątka Jezus zakończono w 1901.
Obok w budowie był szpital Dzieciątka Jezus. Jeszcze przed I wojną światową zaczęto starania o jego rozbudowę, gdyż chorzy i personel szpitala nie mogli się w nim pomieścić. Wojna przerwała prace budowlane. Po zakończeniu działań wojennych przystąpiono ponownie do prac budowlanych. Dobudowano trzy nawy i zakrystię. Prezbiterium pozostało bez zmian. Budowę zakończono w 1925 r. W czasie II wojny światowej kościół został poważnie uszkodzony. W 1939 r. podczas oblężenia Warszawy rozbita została wieża, dzwony i uszkodzony dach. Odbudowany nieco kościół podczas powstania warszawskiego został ponownie uszkodzony. Zniszczony został dach i okna.

### Kościół parafialny
Orioniści rozpoczęli prace w kościele Dzieciątka Jezus w 1945. Stało się to po likwidacji ośrodka wychowawczego przy ul. Barskiej w Warszawie. Przejęcie na stałe nastąpiło w 1973 r. Parafia św. Alojzego Orione erygowana została w 1986.
W kościele znajdują się trzy ołtarze – główny Matki Bożej Częstochowskiej (dwa obrazy ruchome Dzieciątka Jezus i św. Alojzego Orione); w nawach bocznych po prawej stronie obraz Najświętszego Serca Jezusowego i po lewej św. Józefa z Dzieciątkiem. Po prawej stronie kościoła znajduje się obraz "Miłosierdzia Bożego" sprowadzony ze Lwowa w 1941 r. namalowany przez prof. Stanisława Batowskiego. Po lewej stronie umieszczony (1944) jest obraz "Niepokalane Poczęcie N.M.P." namalowany przez prof. Chyłę z Krakowa. Księża pracujący w tej parafii zajmują się duszpasterstwem chorych w Szpitalu Dzieciątka Jezus. 

## Obszar parafii
Do parafii należą wierni z Warszawy, mieszkający przy ulicach: Chałubińskiego, Chmielnej, Żelaznej, Twardej, Srebrnej, Miedzianej, Platynowej, Aleje Jerozolimskie, Nowogrodzkiej, Raszyńskiej, Oczki, Lindleya, Koszykowej, tj. część warszawskiej Woli i Ochoty.